# Крыжовник обыкновенный
Крыжо́вник обыкнове́нный, или Крыжо́вник европе́йский (лат. Ríbes úva-críspa), — вид растений рода Смородина (Ribes) семейства Крыжовниковые (Grossulariaceae). Встречается под устаревшим синонимичным названием Крыжо́вник отклонённый (лат. Ribes reclinatum). Ранее рассматривался в составе самостоятельного рода Крыжовник (откуда и сохранившееся название семейства), который после уточнения ботанической классификации был полностью включён в род Смородина.

## Название
Согласно словарю Фасмера русскоязычное видовое название было заимствовано из пол. krzyżewnik, куда, в свою очередь, попало в виде частичной кальки искажённого нововерхненемецкого слова Krisdohre (в современном немецком — Christusdorn, название Держидерева из ветвей которого был сплетен венец Христа).
В начале XIX века на Алтае крыжовник называли «берсень», в верхней части Енисея — «крыг-берсень» или «крыж-берсень». В ботанической литературе XIX и XX веков встречаются упоминания о том, что в древности на Руси крыжовник именовали «крыжем». Азербайджанцы называют его рус алчасы («русская алыча»).
По одной из версий, Берсеневская набережная в Москве получила своё название от дворцового сада, который располагается неподалёку и где разводили этот кустарник.

## Ботаническое описание
Крыжовник обыкновенный — небольшой кустарник высотой до 1—1,2 м, с тёмно-серой или тёмно-коричневой отслаивающейся корой. Ветви несут трёхраздельные, реже простые колючки листового происхождения. Молодые побеги цилиндрические, сероватые, усажены тонкими игольчатыми шипами и мелкими чёрными точками. Листовой рубец с тремя следами. Почки коричневые, покрыты многочисленными рыжими чешуями, по краю опушёнными белыми волосками. Почки сидят в пазухах шипов (колючек) или над трёхраздельными шипами.
Листья черешчатые, округлые или сердцевидно-яйцевидные, длиной до 6 см, короткоопушённые и тусклые. Листовая пластинка с тремя — пятью лопастями и тупозубчатым краем.
Цветки обоеполые, зеленоватые или красноватые, одиночные или по два — три в пазухах листьев. Гипантий, как и чашелистики, опушённый. Цветёт в мае.
Формула цветка: {\displaystyle \ast K_{(5)}\;C_{5}\;A_{5}\;G_{({\overline {2}})}}.
Плоды — ягоды, овальные или почти шаровидные, длиной до 12 мм (бывают и до 30—40 мм), голые или грубощетинистые, с хорошо заметными жилками. Зелёные, жёлтые или пурпурные. Созревают в июне — августе.
|                                     |  |  |  |
| Цветок, лист и плоды крупным планом |  |  |  |

## Распространение и среда обитания

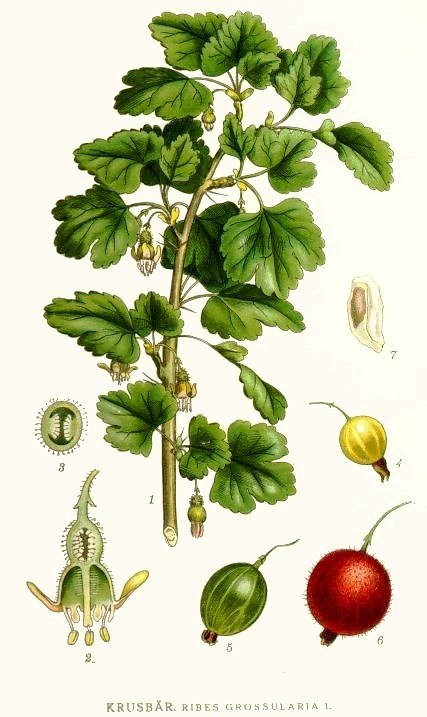
1 — ветвь цветущего растения; 2 — цветок в разрезе; 3 — завязь в разрезе; 4—6 — плод на разных стадиях созревания; 7 — семя

Крыжовник родом из Западной Европы и северной Африки. Как дикорастущее растение распространён на Кавказе, на Украине, в Закавказье и Средней Азии, в Средней и Южной Европе, в Северной Африке и в Северной Америке.
Растёт среди кустарников на каменистых склонах гор от нижнего до верхнего пояса. Повсеместно разводится в садах, нередко дичает и заносится в леса. В одичавшем состоянии встречается в Ярославской, Костромской, Тверской, Смоленской, Московской, Владимирской, Калужской, Рязанской, Тульской, Тамбовской, Брянской, Орловской, Самарской, Саратовской, Ульяновской, Свердловской областях. Является родоначальником большинства культурных сортов.

## Хозяйственное значение и применение

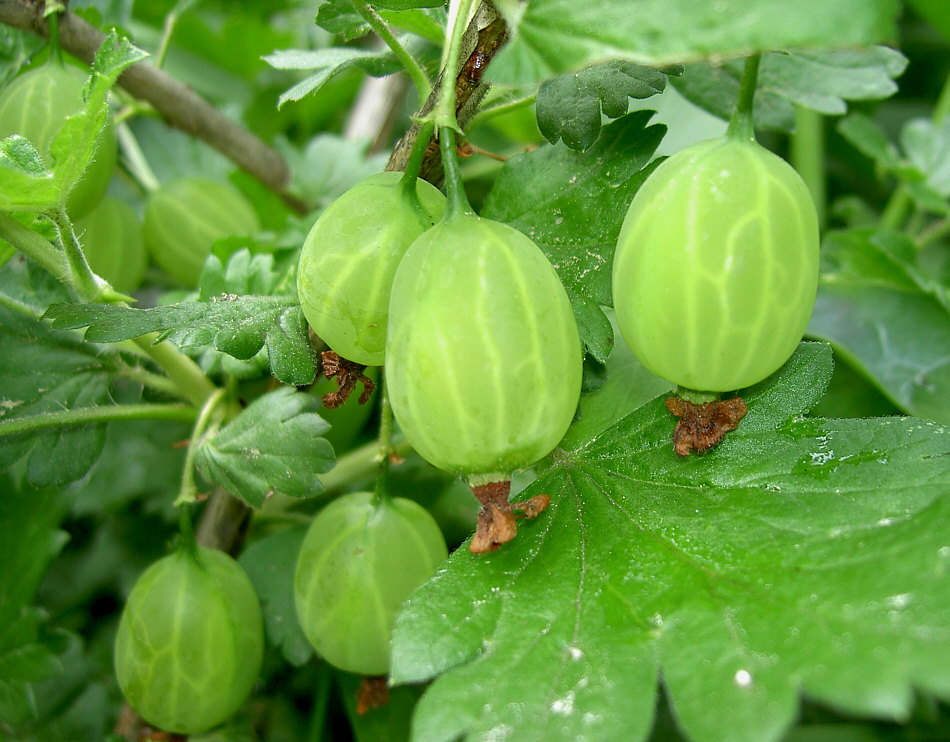
Крыжовник (Ríbes úva-críspa)

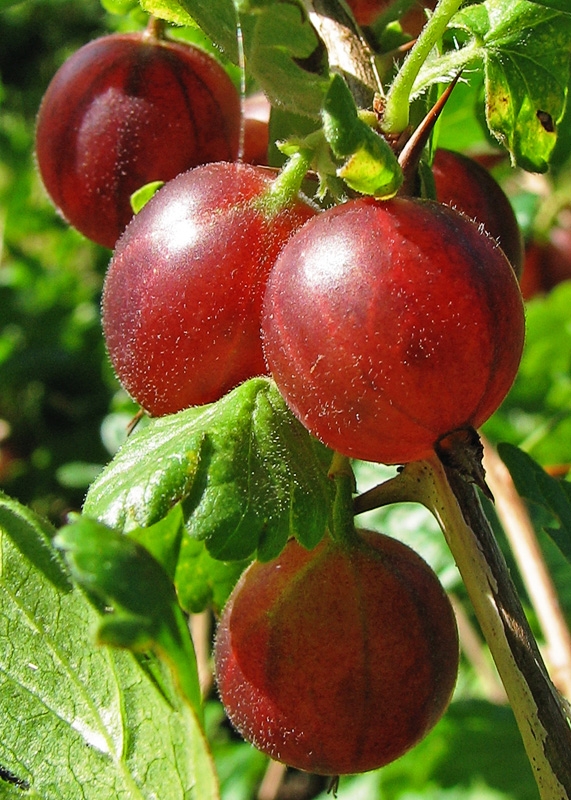
Красные плоды сорта крыжовник

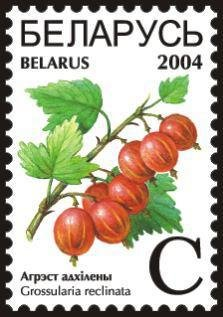
На почтовой марке Республики Беларусь, 2004

Ягоды крыжовника содержат до 13,5 % сахаров, большая часть которых представлена легкоусвояемыми моносахарами, до 2 % свободных кислот (лимонной, яблочной и др.), более 1 % пектиновых веществ, витамины C (до 54 мг%), P (0,25 мг%), B и A. В золе ягод много фосфора, меди, железа, калия, натрия, кальция, магния.
Крыжовник обыкновенный является одним из основных ягодных кустарников. Плоды употребляются в пищу свежими или используются для приготовления варенья, киселей, конфитюра, компота, желе, мармелада, начинки для конфет и вина. На зиму ягоды сушат, маринуют или измельчают и засыпают сахаром (как смородину).
В настоящее время известно не менее 1500 сортов крыжовника, которые культивируются во всех странах умеренного климата. Недостаток крыжовника в том, что он часто поражается пилильщиком, пяденицей, тлями и другими вредителями.
Применяется в медицине. Плоды крыжовника рекомендуют при нарушении обмена веществ и ожирении. В народной медицине их употребляют как послабляющее средство, а также как мочегонное и желчегонное.
Ценится как медонос — самый ранний из ягодных кустарников.

## Классификация
Первое известное описание крыжовника дано Жаном Рюэлем в книге De natura stirpium, вышедшей в 1536 году. Первая ботаническая иллюстрация опубликована в 1548 году в книге Леонарта Фукса «Достопамятные комментарии к описанию растений».
В ранних ботанических классификациях различались два самостоятельных рода — Ribes (Смородина) и Grossularia (собственно Крыжовник). По современным представлениям они объединены в один — Ribes. В результате крыжовник обыкновенный ранее именовавшийся как Grossularia reclinata (L.) Mill., получил научное название Ribes uva-crispa, тогда как общеупотребительное русскоязычное название осталось прежним.
De Janczewski (1907) разделил род Ribes на 6 подродов: Coreosma, Ribesia, Grossularia, Grossularioides, Parilla, Berisia, однако этот подход в современной классификации на основе системы APG IV не поддерживается.

### Таксономия
Ribes uva-crispa L., 1753, Sp. Pl. : 201
Вид Крыжовник обыкновенный относится к роду Смородина (Ribes) семейства Крыжовниковые (Grossulariaceae) порядка Камнеломкоцветные (Saxifragales). Таксономическая схема в соответствии с Системой APG IV по состоянию на декабрь 2023 года:
|  |                          |  |                                   |                                   |                         |  | ещё 14 семейств |  |  |                                                                |                            |
|  |                          |  |                                   |                                   |                         |  |                 |  |  |                                                                |                            |
|  |                          |  |                                   | порядок Камнеломкоцветные         |                         |  |                 |  |  |                                                                | вид Крыжовник обыкновенный |
|  |                          |  |                                   | порядок Камнеломкоцветные         |                         |  |                 |  |  |                                                                | вид Крыжовник обыкновенный |
|  | клада Цветковые растения |  |                                   |                                   | семейство Крыжовниковые |  | род Смородина   |  |  |                                                                |                            |
|  | клада Цветковые растения |  |                                   |                                   |                         |  | род Смородина   |  |  |                                                                |                            |
|  |                          |  | ещё 63 порядка цветковых растений | ещё 63 порядка цветковых растений |                         |  |                 |  |  | ещё 204 подтверждённых вида и 84 вида, ожидающих подтверждения |                            |
|  |                          |  |                                   | ещё 63 порядка цветковых растений |                         |  |                 |  |  |                                                                |                            |

### Синонимы
- Grossularia spinosa Garsault
- Grossularia uva Scop.
- Grossularia uva-crispa (L.) Mill.
- Oxyacanthus uva-crispa (L.) Chevall.
- Ribes crispum Dulac
- Ribes grossularia var. uva-crispa (L.) Wimm. & Grab.
- Ribes spinosum var. glabrum Gray
- Ribes uva-crispa subsp. austroeuropaeum Bornm.
- Ribes uva-crispa subsp. reclinatum Rchb.
- Ribes uva-crispa var. sylvestris DC.

## Сорта и гибриды

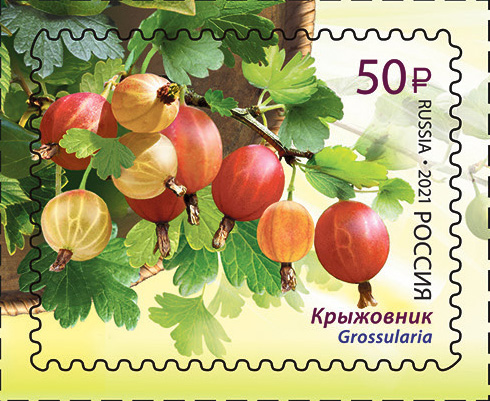
Почтовая марка 2021 год

### История
В Англии в начале XVII века создан ряд сортов. В монографии Панснера в 1852 году описывается уже около 1000 сортов крыжовника. В Америку первые сорта крыжовника были завезены переселенцами, но не были популярны так как подвергались сильному поражению американской мучнистой росой (сферотекой). Предположительно, местные американские виды были введены в культуру в начале XIX века, уже в середине этого века был получен гибрид европейского и американского крыжовника.
Вот что писал Чарльз Дарвин по поводу одомашнивания крыжовника:
Самую интересную сторону в истории крыжовника представляет постоянное увеличение плода... Говорят, что плод дикого крыжовника весит около четверти унции, или 120 гран; около 1786 года был выставлен крыжовник, весивший 240 гран, т.е. вес его удвоился; в 1817 году был получен вес 641 гран; до 1825 года увеличения не было, но в этом году была достигнута цифра 760 гран; в 1830 году Teazer весил 781 гран; в 1841 году Wonderful 784 грана; в 1844 году сорт London весил 852 грана, а в следующем году — 880 гран; в 1852 году в Стеффордшире плод той же разновидности достиг удивительного веса — 896 гран, т.е. веса, который в семь-восемь раз превышал вес дикого плода.
Начало культуры крыжовника в России относят к XI веку. В XIX веке старый отечественный ассортимент сменяется западноевропейскими сортами. Наибольшие достижения в селекции крыжовника сделаны в XVIII—XIX веках. В начале XX века в Россию из Ирландии заносится сферотека, и развитие культуры крыжовника на длительное время приостанавливается. В целях выведения устойчивых к сферотеке сортов, сочетающих устойчивость со слабой шиповатостью побегов, селекционеры прибегли к использованию отдаленной гибридизации — скрещиванию крупноплодных европейских сортов крыжовника с американскими видами.
В результате многолетней работы в 1970-х годах немецкими селекционерами был получен гибрид крыжовника обыкновенного, крыжовника растопыренного и чёрной смородины: Ribes × nidigrolaria (Йошта) = Ribes nigrum × Ribes divaricatum × Ribes uva-crispa.

### Некоторые сорта
- 'Арлекин'
- 'Берилл'
- 'Земляничный'
- 'Конфетный'
- 'Кооператор'
- 'Любимец'
- 'Розовый 2'
- 'Уральский Розовый'